# Ruota lenticolare

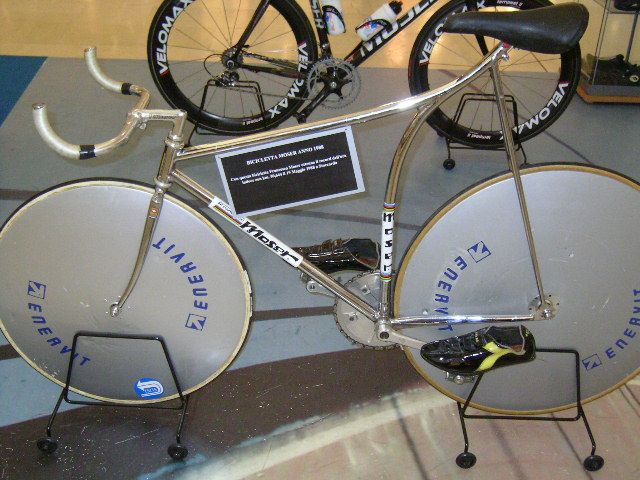
La speciale bicicletta usata da Francesco Moser nel 1984 con doppia ruota lenticolare

Nel ciclismo la ruota lenticolare è una particolare ruota per bici da corsa in cui non vi sono  raggi a collegare il mozzo al cerchio ma un unico disco solido che non è piatto ma a forma di lente (da cui il nome), con il profilo studiato per avere un'ottima penetrazione aerodinamica ovvero una bassa resistenza aerodinamica.
Inventata da Antonio Dal Monte, venne introdotta nel mondo delle competizioni agonistiche per la prima volta da Francesco Moser in occasione del suo Record dell'ora del 1984. Il vantaggio dato da tale ruota permise al ciclista trentino di migliorare la prestazione del 1972 di Eddy Merckx. Nel 1984 Moser usò la ruota lenticolare per vincere la crono conclusiva e la classifica finale del Giro d'Italia e la usò anche la nazionale italiana di ciclismo che vinse alle olimpiadi di Los Angeles la medaglia d'oro nella 100 km.
Tuttavia in seguito il suo utilizzo venne proibito dall'Unione Ciclistica Internazionale che oggi ne permette l'uso solo nelle gare a cronometro e nel ciclismo su pista. Uno svantaggio tipico, in particolar modo all'aperto, ovvero fuori da velodromi, è la maggiore difficoltà di guida della bici specie in percorsi tortuosi (causa vortici e turbolenza in curva) e in presenza di vento laterale, motivo per cui il suo utilizzo è tipicamente riservato, con maggiore sicurezza, alla ruota posteriore accoppiata ad una ruota anteriore a razze o ad alto profilo.